# Blue Sky Film Distribution
Blue Sky Film Distribution je filmová distribuční společnost působící v České republice.

## Historie a činnost
Společnost byla založena v roce 2005. Zabývá se distribucí českých a zahraničních filmů do českých kin a vydávání filmů na DVD a Blu-ray. Dále dodává filmové materiály a podklady do dalších zemí střední a východní Evropy, například do Polska, Maďarska, Rumunska, Bulharska, na Slovensko a také do zemí bývalé Jugoslávie. Dále prodává své filmy v české lokalizaci internetového obchodu iTunes a stala se prvním českým zástupcem a agregátorem pro firmu Apple v České republice.[zdroj?]
V roce 2011 její obrat přesáhl třicet milionů českých korun. Je členem Unie filmových distributorů.

## Filmy v kinodistribuci
V minulosti společnost uvedla do kin následující filmy:
| Film                                   | Rok  | Typ kopie  |
| -------------------------------------- | ---- | ---------- |
| Pírkovo dobrodružství                  | 2015 | DCP        |
| (Ne)zadaní                             | 2014 | DCP        |
| V nitru Llewyna Davise                 | 2014 | DCP        |
| Don Jon                                | 2013 | DCP        |
| Spring Breakers                        | 2013 | DCP        |
| 7 dní hříchů                           | 2012 | DCP        |
| Pařmeni                                | 2012 | DCP        |
| Láska je láska                         | 2012 | DCP        |
| Drive                                  | 2011 | DCP / 35mm |
| Seriózní muž                           | 2010 | DCP / 35mm |
| Garfield 3D: Zvířecí jednotka zasahuje | 2010 | DCP        |
| New Yorku, miluji Tě!                  | 2010 | 35mm       |
| Dokonalý únik                          | 2009 | 35mm       |
| District 9                             | 2009 | 35mm       |
| Vdaná snoubenka                        | 2009 | 35mm       |
| Víno roku                              | 2009 | 35mm       |
| Vzpoura v Seattlu                      | 2009 | 35mm       |
| Spirit                                 | 2009 | 35mm       |
| Po přečtení spalte                     | 2009 | 35mm       |
| Králova přízeň                         | 2008 | 35mm       |
| Zakázané království                    | 2008 | 35mm       |
| Prosíme přetočte                       | 2008 | 35mm       |
| Penelope                               | 2008 | 35mm       |
| Amorův úlet                            | 2008 | 35mm       |
| Reportér v ringu                       | 2008 | 35mm       |
| Touha, opatrnost                       | 2008 | 35mm       |
| Východní přísliby                      | 2008 | 35mm       |
| Skóruj!                                | 2007 | 35mm       |
| 30 dní dlouhá noc                      | 2007 | 35mm       |
| Past na žraloka                        | 2007 | 35mm       |
| Rande měsíce                           | 2007 | 35mm       |
| Bobby (Atentát v Ambassadoru)          | 2007 | 35mm       |
| Kupec benátský                         | 2006 | 35mm       |
| Extrémní svahy                         | 2006 | 35mm       |
| Block Party                            | 2006 | 35mm       |
| Vějíř lady Windermerové                | 2006 | 35mm       |

Ze seznamu je patrné, že od počátku desátých let došlo k odklonu od původních 35mm filmových kopií (jejichž nosičem byl fotografický film) k digitálním kopiím označovaným jako DCP (Digital Cinema Package).